# Rutledge (Tennessee)
Rutledge – miasto w Stanach Zjednoczonych, w stanie Tennessee, siedziba administracyjna hrabstwa Grainger.